# IC 1320
IC 1320 је спирална галаксија у сазвјежђу Делфин која се налази на листи објеката дубоког неба у Индекс каталогу.
Деклинација објекта је + 2° 54' 34" а ректасцензија 20h 26m 25,7s. Привидна величина (магнитуда) објекта IC 1320 износи 13,6 а фотографска магнитуда 14,4. IC 1320 је још познат и под ознакама UGC 11560, MCG 0-52-9, CGCG 373-8, IRAS 20239+0244, PGC 64685.